# Code-Excited Linear Prediction
Code(-book) Excited Linear Prediction (CELP) ist ein hybrides Verfahren zur Audiodatenkompression, das die Vorteile der Signalformkodierung mittels Vektorquantisierung und der parametrischen Verfahren vereint. Das Ergebnis ist eine gute Sprachqualität, die auch bei niedrigen Datenübertragungsraten von 4 bis 16 kbit/s in etwa der von Puls-Code-Modulation entspricht. Das Verfahren ist im Teil 3 des MPEG-4-Standards (ISO/IEC 14496-3) beschrieben.

Prinzipaufbau des CELP-Decoders

Die Grundlage für die meisten Hybridcodierverfahren ist die Codierung mittels linearer Prädiktion (Linear Predictive Coding, LPC), dessen verbleibendes Restsignal durch „Nachschlagen“ (Quantisierung) in einer Tabelle komprimiert wird – üblicherweise werden 40 Abtastwerte (5-ms-Signal) durch 10 bit (Tabelle mit 1024 Einträgen) abgebildet. Durch die Tabellensuche ist die Komprimierung aufwändiger und ressourcenintensiver als die Dekomprimierung.
Der größte Nachteil von CELP, eine Signalverzögerung von etwa 50 ms, wurde in dem 1992 standardisierten G.728 „low-delay CELP codec“ auf unter 2 ms reduziert. Eine patentierte Weiterentwicklung des Verfahrens stellt der Algebraic Code Excited Linear Prediction (ACELP) dar.